# فرد درایر
فرد درایر (انگلیسی: Fred Dryer؛ زادهٔ ۶ ژوئیهٔ ۱۹۴۶) یک هنرپیشه اهل ایالات متحده آمریکا است. وی از سال ۱۹۷۶ میلادی تاکنون مشغول فعالیت بوده‌است.